# Moita dos Ferreiros
Moita dos Ferreiros is een plaats (freguesia) in de Portugese gemeente Lourinhã en telt 1740 inwoners (2001).